# رمزی کلارک
رمزی کلارک (انگلیسی: Ramsey Clark؛ زادهٔ ۱۸ دسامبر ۱۹۲۷ – درگذشته ۹ آوریل ۲۰۲۱) وکیل و کنشگر آمریکایی و از مقامات سابق حکومت فدرال ایالات متحده آمریکا بود. او ترقی‌خواه و یک لیبرال مرز نوین بود، رمزی کلارک در دولت لیندون جانسون به مدت دو سال، ۱۹۶۹–۱۹۶۷، دادستان کل آمریکا بود. از او به عنوان معمار قانون مهم «حق رای» در سال ۱۹۶۵ و قانون حقوق مدنی در سال ۱۹۶۸ یاد می‌شود. کلارک، به تدوین قوانین حقوق مدنی ایالات متحده در زمان دولت لیندون جانسون کمک کرد.
مناصب ارشدی در وزارت دادگستری ایالات متحده آمریکا را در دوره روسای جمهور جان اف. کندی و لیندون بی. جانسون برعهده داشت، از جمله از ۱۹۶۷ تا ۱۹۶۹ دادستان کل ایالات متحده آمریکا و از ۱۹۶۵ تا ۱۹۶۷ قائم‌مقام دادستان کل ایالات متحده آمریکا بود. پیش از آن او از ۱۹۶۱ تا ۱۹۶۵ دستیار دادستان کل ایالات متحده آمریکا بود.
او در دورهٔ دادستانی کل به خاطر مخالفت پرشورش با مجازات اعدام، حمایت شدید از آزادی‌های مدنی و حقوق مدنی و سیاسی، و اهتمامش به اجرای مفاد قانون رقابت مشهور بود. کلارک ناظر بر تهیهٔ لایحه حقوق رای دهی ۱۹۶۵ و لایحه حقوق مدنی ۱۹۶۸ بود. کلارک از زمان ترک مناصب دولتی کارزارهای کنشگرانه ترقی‌خواهانهٔ بسیاری از جمله اعتراض به جنگ با تروریسم را رهبری کرده‌است. کلارک آخرین عضو زندهٔ کابینهٔ جانسون بود.
رمزی کلارک در طول عمر خود به‌شماری از شخصیت‌های نامحبوب مشاوره داده یا از آنها دفاع کرده بود. از جمله او وکیل مدافع شخصیت‌هایی چون اسلوبودان میلوشویچ، رئیس‌جمهور سابق صربستان، چارلز تیلور، سیاستمدار سابق لیبریایی، لیندن لاروش، سیاستمدار سابق آمریکایی و صدام حسین دیکتاتور سابق عراق شده بود. رمزی کلارک در سال ۲۰۰۱ در جریان تدارک دفاع اسلوبودان میلوشویچ به خبرگزاری رویترز گفته بود، من ۳۰ سال است از ایده تشکیل یک دادگاه کیفری بین‌المللی حمایت می‌کنم که دارای صلاحیت جهانی و مستقل از هرگونه نفوذ سیاسی باشد و قدرت پیگرد قانونی مقامات بلندپایه و قدرتمند و همچنین ضعیف و شکست خورده را داشته باشد. وی اضافه کرده بود، برابری مادر عدالت است. اگر در قانون برابری وجود نداشته باشد، هیچ عدالتی نیز وجود نخواهد داشت.
رمزی کلارک همچنین در جریان انقلاب ۱۳۵۷ ایران در ۲۳ ژانویه ۱۹۷۹ پس از یک سفر هشت روزه به تهران، به پاریس رفت و با سید روح‌الله خمینی دیدار کرد.
سازمان ملل در سال ۲۰۰۸ برای تقدیر از فعالیت‌های کلارک در زمینه حقوق بشر، او را به عنوان یکی از برندگان جایزه سازمان ملل متحد در زمینه حقوق بشر معرفی کرد.
پسر او، تام، ۲۳ نوامبر ۲۰۱۳ بر اثر سرطان درگذشت. رمزی کلاک که در دهکده گرینیچ شهر نیویورک زندگی می‌کرد، ۹ آوریل ۲۰۲۱ در ۹۳ سالگی درگذشت.